# Prince of Persia - Le sabbie del tempo
Prince of Persia - Le sabbie del tempo (Prince of Persia: The Sands of Time) è un film del 2010 diretto da Mike Newell.
Film d'avventura statunitense basato sull'omonimo videogioco.
Non si tratta di un adattamento diretto da uno dei titoli del videogioco, in quanto la trama è indipendente, pur ispirandosi a numerosi elementi dei vari capitoli della saga. Il film è stato distribuito nelle sale cinematografiche italiane il 19 maggio 2010.

## Trama
Persia, VIII secolo. Il regno è governato dal re Sharaman, uomo buono e saggio, affiancato da suo fratello Nizam come consigliere, ed è padre di due principi: Tus e Garsiv. Un giorno, mentre è con la sua scorta per le strade di Nasaf, capitale del Regno, scorge un ragazzino di nome Dastan:  in virtù del suo coraggio e della sua nobiltà d'animo decide di adottarlo e lo rende il terzo Principe di Persia. Divenuto adulto Dastan partecipa, insieme ai fratelli maggiori, alla battaglia per la conquista della città di Alamut, accusata dal loro zio Nizam di fornire armi ai nemici della Persia. Durante la battaglia il principe entra di soppiatto in città e riesce ad aprire un cancello laterale assieme all'amico Bis e al suo gruppo, garantendo così un'entrata sicura per l'esercito persiano. Durante lo scontro Dastan entra in possesso di uno strano pugnale, affidato ad un guerriero inviato dalla principessa Tamina che il principe riesce a sconfiggere in duello.
Tus e i suoi fratelli prendono prigioniera la principessa Tamina, ma all’arrivo del Re nella città, l'erede al trono viene duramente redarguito dal padre per aver attaccato una città santa come Alamut, fatto che potrebbe incrinare i rapporti tra il regno ed i suoi alleati. Tus promette quindi di trovare le prove del tradimento di Alamut, e lascia una veste al fratello Dastan come regalo per il re, loro padre (come vuole la tradizione per aver conquistato una città in suo nome). Il giovane principe viene festeggiato da tutti per il suo grande valore e dona al padre la veste consegnatagli prima dal fratello, ma appena il re indossa la veste, questa comincia ad ardere, uccidendo il sovrano senza che nessuno possa intervenire senza ustionarsi. Dastan viene accusato ingiustamente dell'omicidio, e assieme alla principessa Tamina riesce a fuggire dalla città, ma durante la fuga il suo amico Bis viene ucciso.
Quella notte, durante la sosta in un'oasi, la principessa tenta di riprendersi il pugnale, e Dastan casualmente attiva il meccanismo dell'arma, liberando la sabbia al suo interno e riavvolgendo il tempo, capendo che solo chi lo impugna si rende conto di quanto accaduto, e che quindi l'arma potrebbe essere il vero motivo per cui Tus ha attaccato la città (in quanto gliel'aveva persino chiesto come dono di vittoria spettante al capo dell'esercito). Credendo di essere stato tradito dal fratello per l'acquisizione di quello strano oggetto decide di mostrarlo a suo zio Nizam, ma durante il viaggio Tamina stordisce Dastan e fugge col pugnale. Nel frattempo Tus mette una taglia sulla testa di Dastan.
Al suo risveglio, il principe viene preso da un gruppo di banditi al comando dell'eccentrico sceicco Amar e del suo fedele braccio destro Seso, un guerriero mbaka, riuscendo però a convincerli a dirottare le loro attenzioni su Tamina, che viene velocemente ricatturata. Il principe sta per ripartire, quando lo sceicco, che in realtà lo ha riconosciuto, lo tradisce, e decide di venderlo ai persiani per intascare la taglia. Dastan fugge con Tamina e ritorna in città durante il funerale del padre, dove parla con lo zio Nizam per convincerlo della sua innocenza, solo per scoprire però che è stato proprio lui e non Tus a tradirlo avvelenando la veste da donare al re per far ricadere le colpe su di lui ed entrare in possesso del pugnale. Inseguito dalle guardie e dal fratello Garsiv, Dastan riesce nuovamente a fuggire dalla città, e allora Nizam, di fronte alla reticenza di Tus a sbarazzarsi semplicemente del principe senza ricorrere ad un pubblico processo, assolda degli hashashin per recuperare il pugnale.
Nel deserto, Dastan ritrova la principessa, e durante una sosta per ripararsi da una tempesta di sabbia Tamina gli racconta finalmente la verità: il Pugnale del tempo non è un'arma bensì una chiave. Tempi addietro gli dei decisero di punire gli esseri umani per la loro crudeltà inviando una tempesta di sabbia a distruggere ogni cosa, ma una bambina implorò loro di risparmiare l'umanità prendendo invece la sua vita. Davanti a quella purezza gli dei raccolsero le sabbie, dotate del grande potere di controllare il tempo, all'interno di una gigantesca clessidra, affidando alla bambina la chiave per controllarla. Il pugnale infatti ha il potere di aprire la clessidra: se usato mentre è conficcato al suo interno, il suo possessore avrebbe il potere di riavvolgere il tempo all'infinito (mentre il pugnale da solo permette di tornare indietro nel tempo di massimo un minuto), ma se nella stessa circostanza il sigillo del pugnale dovesse venire aperto le sabbie fuoriuscirebbero dalla clessidra, scatenandosi nuovamente e distruggendo il mondo. Dastan capisce quindi che Nizam vuole il pugnale per riavvolgere il tempo fino al giorno in cui salvò Sharaman da un leone, lasciandolo invece morire per poter così prendere il suo posto; così, il principe decide di aiutare la principessa e portare il pugnale in un santuario vicino ad Alamut per distruggerlo.
I due si mettono in viaggio verso il santuario, ma lo Sceicco Amar li ritrova e li fa prigionieri. Durante la notte il gruppo viene attaccato dagli hashashin, ma Dastan, usando il pugnale, riesce a salvare buona parte dei suoi compagni, tra i quali lo sceicco, che a questo punto, e dopo essere stato tentato dalla promessa di tutto l'oro custodito nel santuario del pugnale, accetta di unirsi alla missione. Il gruppo raggiunge quindi le pendici dell'Hindu Kush, dove si trova il santuario, ma una volta qui trovano gli abitanti del vicino villaggio tutti morti, uccisi dagli hashashin.
In quel momento arrivano anche i soldati persiani al comando di Garsiv, il quale però di fronte al massacro inizia a convincersi che il fratello dica la verità. La riappacificazione viene però interrotta da un nuovo attacco degli hashashin, che uccidono Garsiv e iniziano a fare strage degli uomini dello sceicco. Tamina, nel mezzo della battaglia, raggiunge il santuario, ma quando Dastan scopre che la scomparsa del pugnale comporterà anche la morte di colui che lo ha distrutto cerca di fermare la principessa, mostrando di aver iniziato a nutrire un sincero amore, ricambiato, per lei. Il capo degli hashashin però interrompe il rituale, riuscendo a recuperare il pugnale per poi scomparire, e allora Dastan, accompagnato da Tamina, Amar, Seso e i pochi predoni sopravvissuti, decide di fare ritorno ad Alamut per impedire a Nizam di perforare la clessidra.
Tornati in città, Dastan e gli altri riescono a tornare in possesso del pugnale, che viene recuperato da Seso al prezzo della vita dopo un duro scontro con un hashashin, quindi il principe lo porta a Tus nel tentativo di convincerlo della sua innocenza e del tradimento dello zio. Tus però non vuole saperne di credere alle parole del fratello, così Dastan, per provargli i poteri del pugnale, si uccide, spingendolo con successo ad usare l'arma, che riavvolgendo il tempo convince definitivamente Tus della bontà d'animo di Dastan.
Nizam, smascherato, uccide Tus  e recupera il pugnale, ma prima che l'assassino possa uccidere anche Dastan viene a sua volta ucciso da Tamina. I due raggiungono quindi la clessidra, e dopo aver ucciso il capo degli hashashin, tentano, senza riuscirci, di impedire a Nizam di perforare la clessidra. Sotto la spinta delle sabbie la caverna inizia a crollare, e nel mezzo dello scontro Tamina cade in una voragine, rifiutando l'aiuto di Dastan e lasciandosi morire pur di far sì che il principe possa compiere la sua missione. Nizam e Dastan si scontrano, e alla fine il principe ha la meglio, riuscendo a impossessarsi del pugnale e a toglierlo dalla clessidra in tempo per evitare la fuoriuscita completa delle sabbie (che avevano già iniziato a sprigionarsi dopo che Nizam aveva inavvertitamente aperto il sigillo del pugnale).
Il tempo torna così indietro fino al giorno della conquista di Alamut, precisamente nell'attimo in cui Dastan entrò in possesso del pugnale. Qui, il principe informa i suoi fratelli Garsiv e Tus del tradimento dello zio, rivelando che non ci sono armi in città, e che quindi le spie che avevano testimoniato contro Alamut erano in realtà sotto gli ordini di Nizam. Inizialmente non viene creduto, Tus è indeciso sul da farsi ma quando Dastan gli dice una frase che loro padre gli ha confidato prima di partire decide di interrogare le spie per capire la verità. Le accuse di Dastan mettono parecchio sotto pressione lo zio, che fuori di senno cerca di uccidere il principe ma viene pugnalato a morte dal primogenito del re prima che possa eliminare Dastan. Tus, Garsiv e Dastan si recano dalla principessa Tamina scusandosi di aver attaccato la città malconsigliati da Nizam. Inoltre, per suggellare la pace dimostrandole di non essere nemici, Tus le propone di sposare il fratello Dastan. Dastan riconsegna a Tamina il pugnale, e la principessa capisce che si può fidare di lui, intuendo grazie alle parole del principe di essere stata coinvolta in una grande avventura.

## Produzione
I diritti del videogioco Le Sabbie del tempo sono stati acquisiti dallo studio cinematografico Jerry Bruckheimer Films nel marzo 2004, in collaborazione con la Walt Disney Pictures per la distribuzione cinematografica.
Pochi mesi dopo l'inizio del progetto, sono stati assunti John August come produttore esecutivo, e l'ideatore della serie Jordan Mechner come sceneggiatore.
Nel febbraio 2006, la Walt Disney ha incaricato Jeffrey Nachmanoff di riscrivere la sceneggiatura.
A metà 2007, sempre la Disney ha programmato provvisoriamente di distribuire il film nel giugno 2009, nell'attesa di partire con la pre-produzione. Prima della messa in cantiere del film sono circolati rumor secondo i quali la regia dell'adattamento sarebbe stata affida a Michael Bay che avrebbe lavorato con Newell. La videogamemaker Ubisoft stava aspettando l'uscita del film per rimettere in sesto il suo bilancio.

### Regia
Inizialmente l'adattamento del film sarebbe stato affidato a Michael Bay, ma la Disney pochi giorni dopo lo ha sostituito con Mike Newell (Harry Potter e il calice di fuoco). Secondo alcune indiscrezioni Bay avrebbe deciso di lavorare al sequel di Transformers e per questo la produzione l'avrebbe sostituito. In una recente intervista, Newell ha parlato del film:

### Cast
Per la parte del protagonista la produzione pensò al coinvolgimento del Principe David Zandi, un nobile attore persiano, e di Orlando Bloom. Il 20 maggio Gyllenhaal viene confermato nel colossal nel ruolo del protagonista; contemporaneamente alla partecipazione di Gyllenhaal è stata confermata anche Gemma Arterton nella parte di Tamina. Il 3 giugno vengono confermati anche Alfred Molina nel ruolo dello Sceicco Amar e Ben Kingsley, il cui ruolo è stato confermato successivamente, nella parte di Nizam.

### Sceneggiatura
La sceneggiatura originale del film fu scritta dall'ideatore del videogioco, Jordan Mechner. Successivamente furono aggiunte delle bozze dallo sceneggiatore Jeffrey Nachmanoff.
Il produttore esecutivo del film, John August, nel proprio blog ha postato un articolo in cui ha dichiarato che il cast, lo script e la ricerca del personale tecnico erano ancora in fase di ultimazione.
Parlando del copione, Mechner ha detto:

### Riprese
Il 7 marzo 2008 la rivista Variety annuncia che le riprese del film si svolgeranno principalmente in Marocco, perché secondo il regista i paesaggi e i panorami del Paese africano sono molto suggestivi e simili a quelli del videogame. Le riprese del film sono iniziate a giugno (anche se nei mesi precedenti la seconda unità ha iniziato a girare sequenze di paesaggio che non necessitano la presenza del cast).

### Effetti speciali
Gli effetti speciali digitali sono stati realizzati dall'azienda BlueBolt.

## Distribuzione

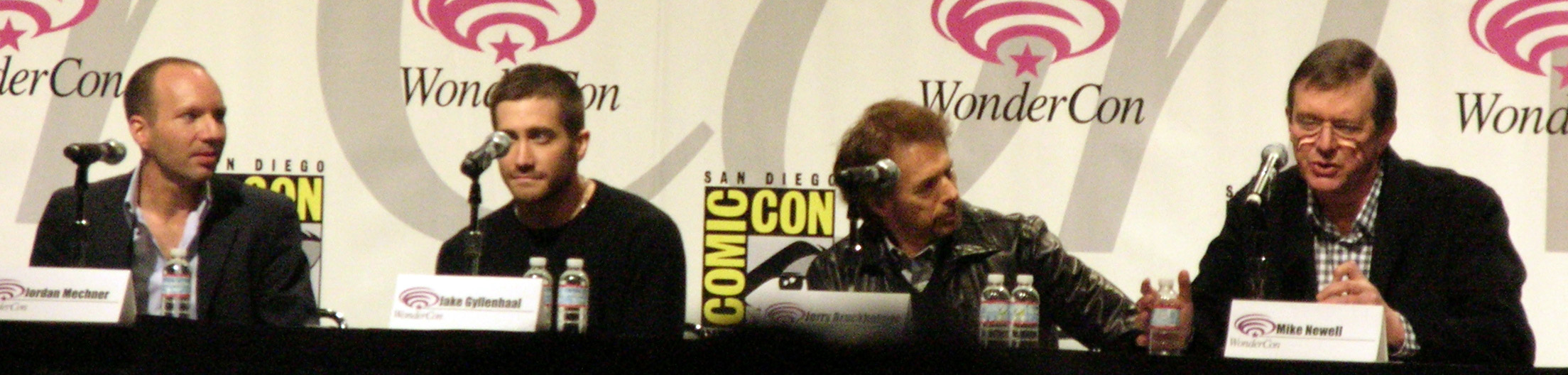
Jordan Mechner, Jake Gyllenhaal, Jerry Bruckheimer e Mike Newell al WonderCon 2010.

La pellicola doveva essere distribuita nel circuito cinematografico statunitense il 19 giugno 2009 ma a causa di un ritardo relativo alla produzione, l'uscita è stata posticipata al 28 maggio 2010, mentre in Italia è uscito il 19 maggio 2010.

### Locandine
La prima locandina del film è uscita contemporaneamente al film I Love Shopping, dove viene raffigurato Jake Gyllenhaal nel ruolo di Dastan. Dal 21 luglio sono uscite nuove locandine del film, raffiguranti i protagonisti.

### Trailer
Il trailer del film è uscito il 2 novembre 2009 tramite il sito Ign. È stato utilizzato un brano del film Dragonball Evolution, che si chiama "End Game" nella prima parte del trailer.

## Accoglienza

### Incassi
Il film è stato realizzato con un budget di 200 milioni di dollari; ha incassato $90,759,676 negli Stati Uniti e in Canada e $244,394,967 nel resto del mondo, per un totale di $336.365.676. È stato l'adattamento di un videogioco più redditizio nella storia del cinema prima di venir superato da Warcraft - L'inizio nel 2016.

### Critica
Dal sito Rotten Tomatoes ci sono state il 37% di critiche positive, con un voto di 5.1/10. Secondo il consenso generale: "Non offre molto in termini di sostanza, ma Prince of Persia - Le sabbie del tempo è un film d'avventura che intrattiene a sufficienza e un sostanziale miglioramento rispetto ad altri adattamenti di videogiochi". Metacritic gli ha dato una media di 50/100 basata su 38 recensioni. Su CinemaScore il film ha ottenuto una valutazione di "B" su una scala da A+ a F. In generale venne elogiato l'aspetto estetico (costumi, scenografie, effetti speciali, location) e il cast, mentre venne poco apprezzato per via dei tempi troppo veloci e le spiegazioni poco approfondite.
Il critico Roger Ebert diede una valutazione di due stelle su quattro, criticando le interpretazioni di Jake Gyllenhaal e Gemma Arterton nel ruolo rispettivamente di Dastan e Tamina. Il critico David Roark di Relevant Magazine diede al film una recensione positiva, scrivendo che "Mike Newell ha ottenuto senza dubbio ciò che si era prefissato, che è ridicolo, stupido e dimenticabile, ma divertente nonostante tutto.